# Cordwainer Smith
Cordwainer Smith (cuyo nombre real era Paul Myron Anthony Linebarger, 11 de julio de 1913 - 6 de agosto de 1966) fue un escritor estadounidense de ciencia ficción. Linebarger fue también un importante estudioso del Extremo Oriente y un experto en guerra psicológica. 
Empleó los seudónimos literarios "Carmichael Smith" (para su thriller político Atomsk), "Anthony Bearden" (para su poesía) y "Felix C. Forrest" (para las novelas Ria y Carola)

## Biografía
Linebarger nació en Milwaukee, Wisconsin. Su padre fue Paul M. W. Linebarger, abogado y activista cercano a los líderes de la Revolución China de 1911. Linebarger era, por ejemplo, ahijado de Sun Yat-sen, considerado el padre del nacionalismo chino. Aún niño, perdió la vista de su ojo izquierdo, y vio afectada la de su ojo derecho a causa de una infección. Cuando más adelante siguió el interés de su padre por China, Linebarger se convirtió en un cercano confidente de Chiang Kai-shek. Su padre trasladó a la familia a Francia y luego a Alemania mientras Sun Yat-sen luchaba contra los belicosos señores de la guerra en China. Como resultado Linebarger manejaba seis idiomas al llegar a la madurez.
A los 23 años recibió un máster en Ciencias Políticas de la Universidad Johns Hopkins. Entre 1937 y 1946 Linebarger trabajó en la Duke University, donde comenzó a producir respetados informes acerca de los asuntos del Lejano Oriente. Siendo aún profesor en Duke, luego de comenzar la Segunda Guerra Mundial comenzó a servir como teniente segundo del Ejército Estadounidense, donde se involucró en la creación de la Oficina de Información de Guerra y el Comité de Operación, Planeamiento y Estrategia. También ayudó a organizar la primera sección de guerrá psicológica del Ejército. En 1943 fue enviado a China para coordinar las operaciones de inteligencia militar. Para el final de la guerra había ascendido a mayor.
En 1936 contrajo matrimonio con Margaret Snow. Tuvieron una hija en 1942 y otra en 1947. Se divorciaron en 1949. En 1950 Linebarger se casó con Genevieve Collins. Su matrimonio duró hasta su muerte en 1966, a causa de un ataque cardíaco.
En 1947 Linebarger se trasladó a la Escuela de Estudios Internacionales Avanzados de la Universidad Johns Hopkins en Washington D. C., como profesor de Estudios Asiáticos. Utilizó sus experiencias en la guerra para escribir el libro Guerra Psicológica (1948), reconocido como un clásico por muchos colegas. En las reservas llegó a tener grado de coronel. Fue llamado para asesorar a las fuerzas británicas durante la Emergencia Malaya y por el Ejército de Estados Unidos en la guerra de Corea. A pesar de haberse llamado a sí mismo "visitante de pequeñas guerras" se abstuvo de participar en la guerra de Vietnam, pero se ha sabido que realizó trabajos no documentados para la CIA. Viajó mucho y se volvió miembro de la Asociación de Política Exterior, y fue vuelto a llamar para asesorar al entonces presidente de Estados Unidos John F. Kennedy.
Linerbarger expresó el deseo de retirarse a Australia, que había visitado en sus viajes, pero murió a la edad de 53 años en los Estados Unidos. Está enterrado en el Cementerio nacional de Arlington, sección 35, tumba número 4712. Su viuda Genevieve Collins Linebarger fue enterrada junto a él el 16 de noviembre de 1981.
Por mucho tiempo se ha pensado que era la persona en la que se basó el psicólogo Robert M. Lindner para crear a Kirk Allen, el protagonista de "El Sofa-jet", uno de los capítulos de su colección de estudios de caso de 1954 The Fifty-Minute Hour. Según Alan C. Elms, alumno de Cordwainer Smith, esta especulación comenzó con Billion Year Spree, de Brian Aldiss (1973). Y Aldiss ha manifestado obtener la información a través de Leon Stover. Recientemente tanto Elms como el bibliotecario Lee Weinstein han reunido evidencias suficientes para apoyar que Linebarger era "Allen", pero ambos conceden no poseer ninguna prueba de que Linebarger haya sido nunca paciente de Lindner o haya sufrido un desorden similar al de "Kirk Allen". Incluso aceptando que hubiera alguna conexión, también tendrían que reconocer que la historia está tan ficcionalizada que "Kirk Allen" debe ser una mezcla entre Linebarger y algún otro paciente, o que él sufrió de un desorden similar al de "Kirk Allen", y es imposible asociar detalles biográficos de "Allen" a Linebarger.

## Ciencia ficción
Una característica importante de la escritura de Cordwainer Smith es que la mayor parte de sus narraciones transcurren en el mismo universo, con una cronología unificada; algunas antologías de Linebarger ofrecen incluso una línea de tiempo con cada historia en su lugar de la cronología.
Sus historias son extrañas, incluso para los estándares de la ciencia ficción, a veces escritas con estilos narrativos más cercanos a la literatura china tradicional que a la ficción en idioma inglés. El volumen total de su producción de ciencia ficción es relativamente pequeño a causa del tiempo que le quitaba su profesión y también a causa de su muerte temprana: los escritos de Smith consisten en una novela, publicada originalmente en dos volúmenes: The Planet Buyer o El chico que compró La Tierra (1964) y The Underpeople (1968), luego editado en su forma original como Norstrilia (1975) y 32 cuentos (reunidos en Los señores de la Instrumentalidad, incluyendo dos versiones del cuento La Guerra Nº 81-Q, <un texto que escribió a los catorce años>, y previamente en colecciones incompletas). Todos estos escritos sugieren un rico universo desarrollándose a lo largo de mucho tiempo, pero deja mucho espacio para la mente del lector.

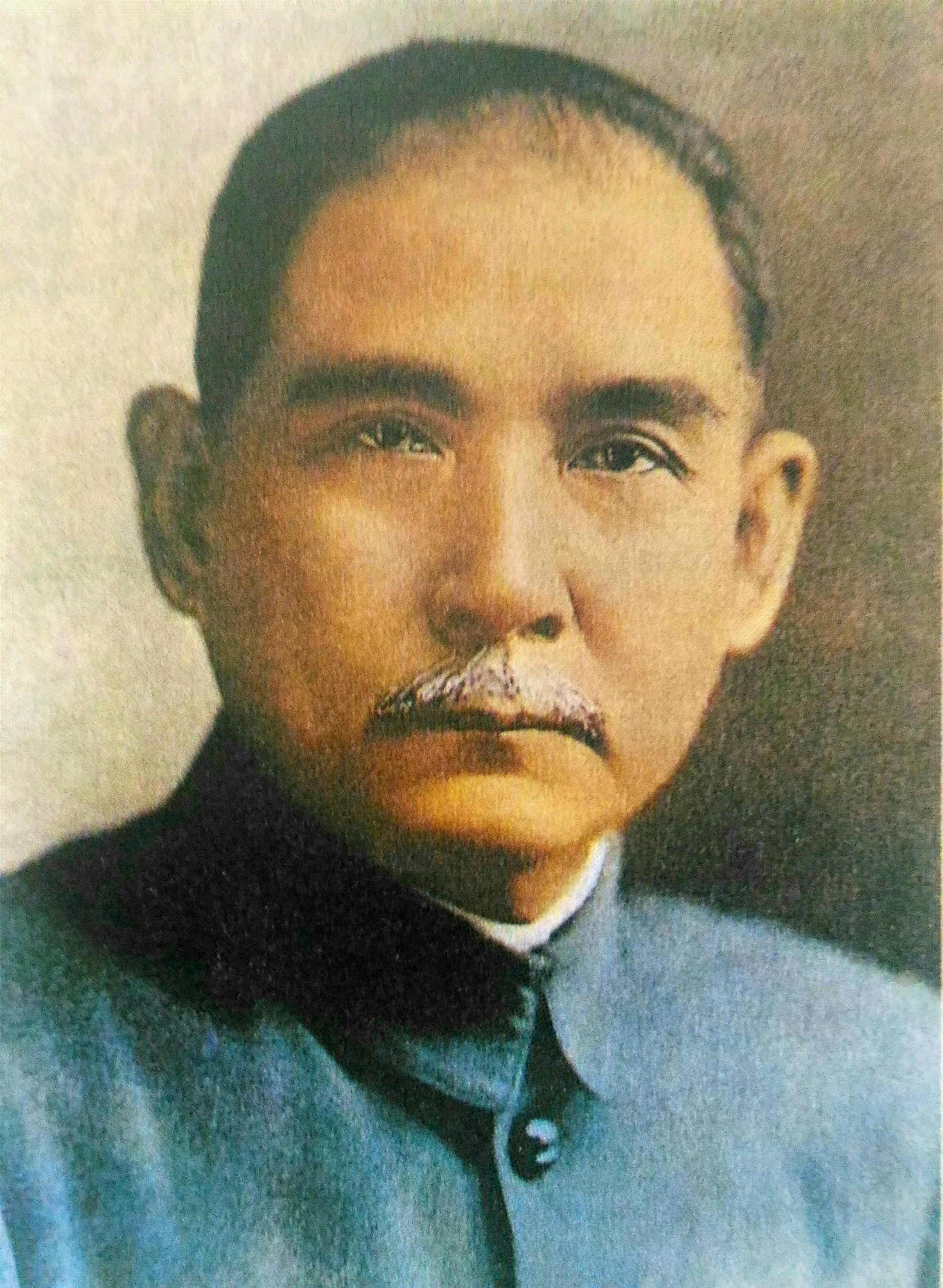
Sun Yat-sen

Los lazos culturales de Linebarger con China se expresan parcialmente en el seudónimo "Felix C. Forrest", que usó además de "Cordwainer Smith": 
Sun Yat-Sen, su padrino, le sugirió que adoptara el nombre chino "Lin Bai-lo" (林白楽), que puede traducirse vagamente como "Bosque de Alegría Incandescente" (Felix es feliz en latín y Forest es bosque en inglés). En sus últimos años Linebarger usó con orgullo una corbata bordada con los caracteres chinos de este nombre.
Como experto en guerra psicológica estaba muy interesado en los descubrimientos de la psicología y psiquiatría de su tiempo, e integró muchos de sus conceptos en sus historias. Su escritura también posee con frecuencia connotaciones o motivos religiosos, en particular los personajes que no tienen control de sus actos. En "Christianity In the Science Fiction of 'Cordwainer Smith'" James P. Jordan defendió la importancia del anglicanismo en los trabajos de Linebarger de alrededor de 1949. Sin embargo la hija de Linebarger, Rosana Hart, ha indicado que Linebarger no se volcó al anglicanismo hasta 1950 y no se interesó mucho por la religión hasta algún tiempo después. En la introducción a El Redescubrimiento del Hombre se indica que alrededor de 1950 se volvió más devoto y expresó esto en su escritura. Los trabajos de Linebarger se incluyen a veces en análisis de la Cristiandad en la ficción, junto con los trabajos de autores como C. S. Lewis o J. R. R. Tolkien.
La mayoría de las historias de Cordwainer Smith se sitúan en una era que comienza aproximadamente 14 000 años en el futuro. La Instrumentalidad gobierna la Tierra y continúa conquistando otros planetas, más tarde habitados por humanos. La Instrumentalidad intenta revivir viejas culturas y lenguajes en un proceso llamado El Redescubrimiento del Hombre. Este redescubrimiento puede verse tanto como el periodo inicial en que la Humanidad emerge de una utopía mundana y la gente no humana obtiene la libertad de la esclavitud, o como un proceso comenzado por la Instrumentalidad para completar todo el ciclo en el que la humanidad está a riesgo constante de caer en sus malos viejos hábitos.
Las historias de Smith describen una larga historia futura de la Tierra, desde un paisaje posapocalíptico con ciudades amuralladas defendidas por agentes de la Instrumentalidad para mantener una utopía en la que la libertad sólo puede encontrarse muy debajo de la superficie, en olvidados y enterrados estratos antropogénicos. 
Estas características podrían situar a la obra de Smith en el subgénero de Ciencia ficción “sobre el fin de la tierra”, pero es válido argumentar que son más optimistas y distintivas. 
Su cuento más celebrado sea tal vez el primero en publicarse, Los observadores viven en vano, el cual llevó a muchos de estos primeros lectores a asumir que “Cordwainer Smith” era un nuevo seudónimo de alguno de los escritores ya establecidos como referentes del género. Fue seleccionado como uno de los mejores cuentos de CF de la época anterior al Premio Nébula por la Asociación de escritores de ciencia ficción y fantasía de Estados Unidos (SFWA), y apareció en el Salón de la fama de la Ciencia ficción Volumen Uno, 1929-1964.
El mundo creado por Cordwainer Smith alberga extrañas y originales creaciones:
- Planeta de Nostrilia, un planeta semiárido en donde una droga de la inmortalidad llamada Stroon es cosechada de Ovejas gigantes infectadas por un virus, cada una de las cuales pesa más de 100 toneladas. La gente de Nostrilia es denominada la gente más rica de la galaxia y defiende el secreto del Stroon con armas sofisticadas. Los altos impuestos de ese planeta garantizan por sí mismos que todos sus habitantes vivan una vida frugal y rural como la de los granjeros de la antigua Australia.

- Las Planoformas, naves espaciales que son tripuladas por humanos unidos telepáticamente con gatos, y que se defienden de los ataques de desconocidos entes malignos con el láser de pequeñas armas atómicas (estos entes son percibidos por los humanos como dragones y por los gatos como ratas gigantes).

- El subpueblo, animales modificados genéticamente a una forma e inteligencia humanas para utilizarlos como servidumbre y que son tratados como si fuesen una propiedad. Varias historias narran los esfuerzos clandestinos para liberar al subpueblo y lograr la igualdad de derechos. Su personaje más destacado es C'Mell, protagonista de "The Ballad of Lost C'Mell".

- Los Haberman y sus superiores, los Observadores, cuyos nervios sensoriales han sido cortados para anular el “dolor del espacio”, y que perciben solo con la visión y varios implantes en sus pechos. Los otros sentidos pueden ser temporalmente activados para los Observadores mediante un proceso denominado “cranch”. Nuevas tecnologías remueven la necesidad del tratamiento, pero se inicia una resistencia entre los Observadores, de la cual surge la base del cuento Los observadores viven en vano.

- Los cuentos que se sitúan cercanos al comienzo de la cronología incluyen neologismos como manshonyagger, que no son explicados en ninguna medida, pero que sirven para producir una atmósfera de extrañeza. Estos términos son generalmente derivaciones de palabras de distintos idiomas. Por ejemplo, manshonyagger ensambla las palabras del alemán “menschen”, cuyo significado es hombre y “jaeger”, que significa cazador. Los manshonyagger vagan por las tierras salvajes entre las ciudades amuralladas, y la etimología de su nombre demuestra por sí sola lo que son; cazadores de humanos.

- También algunos nombres de sus personajes derivan de palabras de diferentes idiomas. Smith pareciera inclinarse al uso de números para este propósito. Por ejemplo, el nombre “Lord Sto Odin” de la historia Bajo la vieja tierra deriva de las palabras en ruso “ciento uno”.